# Xoresth
 Xoresth ist eine 2013 gegründete Funeral-Doom-Band.

## Geschichte
Dorukcan Yıldız gründete Xoresth 2013 als Solo-Projekt. In den darauf folgenden Jahren schlossen sich jedoch weitere Mitglieder der türkischen Band an. Noch im Jahr der Gründung veröffentlichte das Projekt eine auf 33 Exemplare limitierte Demo-CD-R die über das ukrainische Independent-Label Depressive Illusions Records herausgegeben wurde. Im darauf folgenden Jahr beteiligte sich das Projekt an einer Reihe Split-Veröffentlichungen die über das russische Label Cvlminis, einem Rigorism-Production-Subunternehmen, erschienen. Im Jahr 2016 erschien mit Yeghanku Madde ein erstes vollwertiges Album.
Das zweite 2018 veröffentlichte Studioalbum Vortex of Desolation erschien alsdann in Kooperation mit neuen Vertragspartnern über Grimm Distribution, Satanath Records und The Eastern Front. Vortex of Desolation wurde anders als die vorausgegangenen Veröffentlichungen international beachtet und bereits im Vorfeld in diversen Webzines angekündigt, besprochen und beworben. Die nachkommenden Besprechungen des Albums fielen überwiegend positiv aus. Lediglich Ian Morrissey beurteilte in seiner Rezension für das Webzine Doom-Metal.com Vortex of Desolation als mittelmäßig und beschrieb es als fehlgeschlagenen Versuch dem dänischen Projekt Nortt nachzueifern.

## Stil
Die von Xoresth präsentierte Musik wird dem Funeral Doom zugeordnet. Als weiterer Einfluss werden gelegentlich Drone Doom und Ambient angeführt.
Für die Website Doom-Metal.com wird die von der Gruppe dargebrachte Spielform als „rohe“ und „einfache“ sowie als „ungekünstelte“ Variante des Funeral-Dooms bezeichnet. In der Ankündigung des Albums Vortex of Desolation für das Decibel Magazine beschreibt der Redakteur Vince Bellino die Musik als eine „düstere und hoffnungslose“ Melange aus „traurigen Melodien, dröhnendem Schlagzeugspiel“ und einem gutturalen Gesang der „Trauer und Schmerz“ zum Ausdruck brächte. In weiteren Besprechung werden zur besseren Verortung Vergleiche zu Interpreten des Funeral Dooms und ähnlicher Musikstile bemüht, so unter anderem zu Nortt, Thergothon, Funeral, Goatpsalm, Mekigah, Sektarism und The NULLL Collective.
Eine hervorstechende Langsamkeit, selbst im Verhältnis zu einem im Genre üblichen reduzierten Tempo, wird derweil von mehreren Rezensenten betont. Darüber hinaus wird die Musik in Rezensionen als Mischung aus einem „gleichmäßigen Schlagzeugspiel, bedrohlichen Synthesizer-Sounds und furchterregendem Gesang“, sowie als „sehr langsam, atmosphärisch und durch Ambient beeinflusst“ beschrieben.

## Diskografie
- 2013: Xoresth (Demo, Depressive Illusions)
- 2014: Arcanvm (Split-Doppelalbum mit Phurpa, Cvlminis)
- 2014: Scars of Isolation (Split-Album mit Frostagrath, Cvlminis)
- 2014: Seven Chambers (Split-Album mit Blood Ariser, Cvlminis)
- 2016: Yeghanku Madde (Album, Cvlminis)
- 2018: Vortex of Desolation (Album, Grimm Distribution/Satanath Records/The Eastern Front)